# شیرجه در المپیک تابستانی ۱۹۶۴

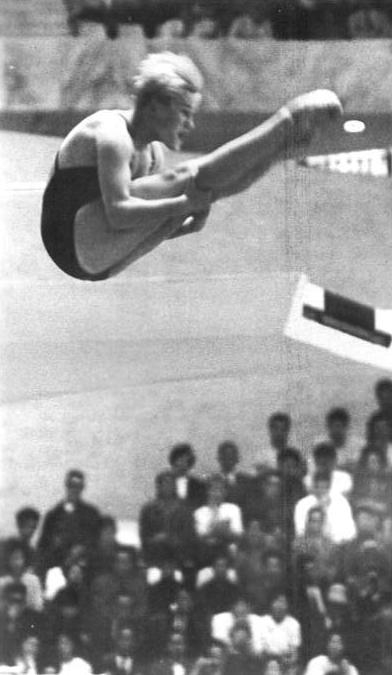
شیرجه اینگرید کرامر در بازی‌های المپیک تابستانی ۱۹۶۴

شیرجه در بازی‌های المپیک تابستانی ۱۹۶۴ نام رویداد ورزش شیرجه در بازی‌های المپیک تابستانی بود که در سال ۱۹۶۴ برگزار شد.

## جدول مدال‌ها
| رتبه | کشور                      | طلا | نقره | برنز | مجموع |
| ۱    | ایالات متحده آمریکا (USA) | ۳   | ۲    | ۳    | ۸     |
| ۲    | تیم متحد آلمان (EUA)      | ۱   | ۱    | ۰    | ۲     |
| ۳    | ایتالیا (ITA)             | ۰   | ۱    | ۰    | ۱     |
| ۴    | اتحاد شوروی (URS)         | ۰   | ۰    | ۱    | ۱     |

## کشورهای شرکت کننده
| - استرالیا (۲) - اتریش (۴) - کانادا (۳) - کلمبیا (۱) - دانمارک (۲) - مصر (۱) - فنلاند (۱) | - بریتانیای کبیر (۶) - مجارستان (۲) - هند (۲) - ایران (۱) - ایتالیا (۳) - ژاپن (۹) - مکزیک (۳) | - پورتوریکو (۱) - رودزیا (۳) - کره جنوبی (۳) - اتحاد شوروی (۱۲) - سوئد (۲) - ایالات متحده آمریکا (۱۲) - تیم متحد آلمان (۹) |